# Двойной электрический слой
Двойно́й электри́ческий слой (межфазный) (ДЭС) — слой ионов, образующийся на поверхности твёрдого тела в результате адсорбции ионов из раствора, диссоциации поверхностного соединения или ориентирования полярных молекул на границе раздела фаз. Ионы, непосредственно связанные с поверхностью, называются потенциалоопределяющими. Заряд этого слоя компенсируется зарядом второго слоя ионов, называемых противоионами.
Стадии электродных процессов.
Любая протекающая на электроде реакция в водном растворе, то есть электродный процесс, включает несколько последовательных стадий:
1) ион водорода из глубины раствора подходит к границе двойного электрического слоя и затем через диффузную часть двойного электрического слоя — к поверхности электрода на расстояние толщины двойного электрического слоя с высокой плотностью заряда, где может произойти переход электрона с электрода на ион;
2) подошедший к поверхности электрода ион водорода разряжается (то есть на него переходит электрон с электрода) и на электроде образуется адсорбированный атом водорода;
3) адсорбированный атомный водород удаляется с поверхности электрода с образованием молекулярного водорода, причём удаление атомного водорода с поверхности электрода может быть осуществлено различными путями.

## Механизм образования ДЭС
Двойной электрический слой возникает при контакте двух фаз, из которых хотя бы одна является жидкой. Стремление системы понизить поверхностную энергию приводит к тому, что частицы на поверхности раздела фаз ориентируются особым образом. Вследствие этого контактирующие фазы приобретают заряды противоположного знака, но равной величины, что приводит к образованию двойного электрического слоя. Можно выделить три механизма образования ДЭС:
1. Переход ионов или электронов из одной фазы в другую (поверхностная ионизация). Примером может служить диссоциация поверхностных функциональных групп, принадлежащих одной из фаз (как правило, твёрдой). Для определения знака заряда поверхности используется правило Фаянса — Панета
2. Преимущественная адсорбция в межфазном слое ионов одного знака.
3. Ориентирование полярных молекул в поверхностном слое. По этому механизму ДЭС образуется в случае, если вещества, составляющие фазы системы, не могут обмениваться зарядами. Для определения знака заряда поверхности используют правило Кёна, гласящее, что из двух соприкасающихся фаз положительно заряжается та, которая имеет большую диэлектрическую проницаемость.

## Строение ДЭС

Схема двойного слоя на электроде в электролите.
1. Внутренний слой Гельмгольца.
2. Наружный слой Гельмгольца.
3. Диффузионный слой (слой Гуи).
4. Сольваруемые ионы-катионы.
5. Специфические адсорбированные ионы (окислительно-восстановительные ионы, вызывающие псевдоёмкость).
6. Молекулы растворителя-электролита.

Электростатический потенциал в двойном электрическом слое в зависимости от координаты

В отсутствие теплового движения частиц строение двойного электрического слоя было бы подобно строению плоского конденсатора. Но в отличие от идеального случая, ДЭС в реальных условиях имеет диффузное (размытое) строение. Согласно современной теории структуру ДЭС составляют два слоя:
- Слой Гельмгольца[1] или адсорбционный слой, примыкающий непосредственно к межфазной поверхности. Этот слой имеет толщину {\displaystyle \delta ,} равную радиусу потенциалоопределяющих ионов в несольватированном состоянии.
- Диффузный слой или слой Гуи, в котором находятся ионы с противоположным зарядом. Диффузный слой имеет толщину {\displaystyle \lambda ,} которая зависит от свойств системы и может достигать больших значений. Толщина диффузного слоя рассчитывается по формуле[2]

{\displaystyle \lambda ={\frac {1}{\varkappa }}={\sqrt {\frac {\varepsilon _{0}\varepsilon RT}{2F^{2}I}}},}
где {\displaystyle \varkappa } — параметр, характеризующий скорость убывания пространственного заряда с расстоянием;
{\displaystyle \varepsilon _{0}} — диэлектрическая постоянная вакуума;
{\displaystyle \varepsilon } — относительная диэлектрическая проницаемость среды;
{\displaystyle R} — универсальная газовая постоянная;
{\displaystyle T} — абсолютная температура;
{\displaystyle F} — постоянная Фарадея;
{\displaystyle I} — ионная сила раствора по теории Дебая — Хюккеля.
Электрической характеристикой ДЭС является потенциал {\displaystyle \varphi .} Существует несколько характеристических потенциалов:
- Потенциал диффузного слоя {\displaystyle \varphi _{\delta },} соответствующий границе адсорбционного и диффузного слоёв. Внутри диффузного слоя потенциал можно рассчитать по уравнению[3][4]:

{\displaystyle \varphi =\varphi _{\delta }e^{-\varkappa x}.}
- Потенциал {\displaystyle \varphi _{x=\lambda },} меньший, чем {\displaystyle \varphi _{\delta }} в e раз и характеризующий толщину диффузного слоя.
- Электрокинетический потенциал или дзета-потенциал. Этот потенциал соответствует плоскости скольжения и является частью потенциала диффузного слоя. Плоскость скольжения образуется в результате того, что при движении дисперсных частиц наиболее удалённая часть диффузного слоя не участвует в движении, а остаётся неподвижной. Поэтому появляется нескомпенсированность поверхностного заряда частицы и становятся возможными электрокинетические явления. Дзета-потенциал является одной из важнейших характеристик двойного электрического слоя.